# Chi Nghiễn Trai
Chi Nghiễn Trai (giản thể: 脂砚斋; phồn thể: 脂硯齋; bính âm: Zhī yàn zhāi) là tác giả của một trong những bản phê bình Hồng lâu mộng thông dụng nhất hiện nay. Các lời phê bình của Chi Nghiễn Trai được giới Hồng học gọi là Chi bình hoặc Chi phê, các bản Hồng lâu mộng do Chi Nghiễn Trai phê bình gọi là Chi bản hay tên đầy đủ là Chi Nghiễn Trai trùng bình Thạch đầu ký 脂硯齋重評石頭記 (Xem thêm: Hệ thống văn bản Hồng lâu mộng).
Vấn đề Chi Nghiễn Trai là ai, với tác giả Hồng lâu mộng (mà đa số ý kiến cho là Tào Tuyết Cần) có quan hệ như thế nào vẫn còn gây tranh cãi trong giới Hồng học Trung Quốc. Đa số nêu ra 4 ý kiến:
1. Chi Nghiễn Trai là tác giả Hồng lâu mộng.
2. Chi Nghiễn Trai là Sử Tương Vân.
3. Chi Nghiễn Trai là chú của tác giả.
4. Chi Nghiễn Trai là anh em của tác giả.

Theo nội dung các lời phê trong Chi Nghiễn Trai trùng bình Thạch đầu ký thì Chi Nghiễn Trai và tác giả Hồng lâu mộng cũng như với gia tộc tác giả có quan hệ khá mật thiết (số ít nhà nghiên cứu cho rằng Chi phê là do thương gia sao chép), các lời phê bình thường thuyết minh cho ý đồ sáng tác và bút pháp ẩn dụ của tác giả.
Các lời phê trong Chi bản không phải đều ký tên là Chi Nghiễn Trai mà còn có chỗ ký tên là Ky hốt tẩu 畸笏叟. Mặc dù còn nhiều ý kiến khác nhau, song các nhà Hồng học đều thống nhất gọi là Chi phê.
Cao Ngạc và Trình Vĩ Nguyên khi phát hành bản Hồng lâu mộng 120 hồi (bản Trình Giáp 1791 và bản Trình Ất 1792) đã lược bỏ các lời bình của Chi Nghiễn Trai, so với Chi bản thì Trình bản có nhiều điểm khác biệt. Cho đến nay, các lời bình trong Chi Nghiễn Trai trùng bình Thạch đầu ký vẫn chưa được dịch ra tiếng Việt.